# Ufficio europeo per la selezione del personale
L'Ufficio europeo per la selezione del personale (EPSO) è l'ufficio reclutamento delle istituzioni dell'Unione europea ed ha sede a Bruxelles.
L'ufficio fu creato il 26 luglio 2002 e divenne operativo il 1º gennaio 2003.
L'Ufficio europeo per la selezione del personale ha un proprio Consiglio direttivo composto da un membro designato da ciascuna istituzione europea (Parlamento, Consiglio, Commissione, Corte di Giustizia, Corte dei conti, Comitato economico e sociale, Comitato delle regioni e il Mediatore europeo), e da rappresentanti del personale che hanno lo status di osservatori. I membri del Consiglio direttivo eleggono un presidente che rimane in carica per 5 anni.
L'EPSO si compone di 4 unità: le due maggiori si occupano delle procedure concorsuali e di selezione,  un'altra si occupa di questioni e controversie riguardo al processo di selezione, e un'altra cura le risorse e il supporto operativo. I dipendenti di questo ufficio sono considerati dipendenti della Commissione europea.
L'EPSO (European Communities Personnel Selection Office) organizza dei concorsi pubblici per selezionare personale altamente qualificato da impiegare in tutte le istituzioni dell'Unione Europea: il Parlamento Europeo, il Consiglio dell'Unione europea, la Commissione europea, la Corte di Giustizia, la Corte dei conti, il Comitato economico e sociale, il Comitato delle regioni e il Mediatore europeo. Per candidarsi ai concorsi di selezione delle Istituzioni europee bisogna registrarsi sul sito dell'EPSO.